# Jan Skov Pedersen
 Der er for få eller ingen kildehenvisninger i denne artikel, hvilket er et problem. Du kan hjælpe ved at angive troværdige kilder til de påstande, som fremføres i artiklen.

Jan Skov Pedersen (født 15. juni 1959) er en dansk fysiker og kemiker, dr. scient. og siden 2020 professor ved Aarhus Universitet på Kemisk Institut og Interdisciplinary Nanoscience Center (iNANO). 
Pedersens forskning er fokuseret omkring udvikling og anvendelse af små-vinkel Røntgen spredning (en) (SAXS) indenfor kolloide og bløde materialer. Han har omkring 400 artikler i internationale tidsskrifter og bøger. Han er særligt kendt for udvikling af laboratorie SAXS instrumentering og modeller til analyse af SAXS, neutronsprednings- (small-angle neutron scattering (en) (SANS), og lyssprednings-data.

## Karriere
Jan Skov Pedersen er uddannet på Københavns Universitet som cand. scient. i 1985 med hovedfag i fysik og bifag i matematik. I 1988  tog han ph.d.-graden (lic. scient.) også på Københavns Universitet. I 2000 blev han dr. scient., også på Københavns Universitet. I perioden 1987-1988 var han ansat som adjunkt på Den Kongelige Veterinær- og Landbohøjskole, og i 1988 som videnskabelig medarbejder i Fysisk Afdelingen på Forskningscenter Risø. Samme sted, var han i perioden 1992-2000 ansat som seniorforsker. I 2000 blev han ansat som professor i Fysisk Kemi på Kemisk Institut, Aarhus Universitet. 
Jan Skov Pedersen er medstifter af Interdisciplinary Nanoscience Center (iNANO), Aarhus Universitet i 2002 og var i perioden 2002-2006 medlem af ledergruppen for iNANO, Aarhus Universitet.
I 1986 modtog Jan Skov Pedersen Københavns Universitets guldmedalje for prisopgave i kemi og fysik. I 2007 modtog han Carlsbergs Kemipris fra Carlsbergs Mindepris til Brygger J.C. Jacobsen for 'fremragende arbejde inden for studiet af strukturelle og dynamiske egenskaber ved makromolekylære opløsninger, komplekse væsker og polymersystemer ved brug af småvinklede spredningsteknikker', og i 2011 Elastyrenprisen (dansk polymer forskningspris) for 'instrumentel udvikling til karakterisering, essentiel for grundlæggende polymerforskning og forskning med direkte medicinsk relevans.' Jan Skov Pedersen blev i 1994 optaget i Det Danske Naturvidenskabelige Akademi. I 2022 blev han udnævnt til æresdoktor (Doctor Philosophiae Honoris Causa) ved Oslo Universitet.
Jan Skov Pedersen er Ridder af Dannebrog (2010).
Jan Skov Pedersen har været deltager i en række store europæiske forskningsprojekter: 2005-2007, SOCON (Self-organization under confinement) FP6 Marie Curie Training of Researchers Network, 2012-2014, NanoS3 (Soft, Small, and Smart) FP7 Marie Curie Actions, 2017-2020 Horizon2020 Emerging Technologies 'Smart-4-Fabry-projekt', 2023, NABIHEAL (Antimicrobial Nanostructered Biomaterials for Complex Wound Healing), Horison2022.

## Forskning
Jan Skov Pedersens forskning fokuserer primært på anvendelse af spredningsteknikker ved små vinkler ved brug af røntgenstråler og neutroner (SAXS og SANS), især indenfor områderne instrumentering, dataanalyse og applikationer til bløde materialer. 
Pedersen har udviklet og forfinet småvinklede røntgen- og neutronspredningsinstrumenter, der forbedrer opløsning og flux for at kunne måle bedre data. Hans arbejde omfatter analytiske behandlinger af opløsningsfunktioner og indflydelsen af instrumentel udtværing.
Pedersen har i vid udstrækning arbejdet med metoder til at analysere spredningsdata, herunder modellering af micellære strukturer, polymersystemer og proteininteraktioner. Hans speciale er at udlede analytiske og numeriske udtryk for sprednings formfaktorer for komplekse strukturelle modeller. Pedersen anvender disse modeller i undersøgelser af micelledannelse, blokcopolymermiceller, protein-overfladeaktive stoffers interaktioner og mikrogelstrukturer. Hans undersøgelser har givet indsigt i de strukturelle egenskaber af komplekse væsker og bløde materialer, hvilket bidrager til områder som kolloidvidenskab, polymerfysik, fødevarevidenskab og biofysik.
Hans arbejde har haft betydelige indflydelse, som er afspejlet i det høje antal citationer af hans publikationer, og han har bedraget betydeligt indenfor både teoretiske og praktiske aspekter af spredningvidenskab.